# Het zwarte prikgevaar
Het zwarte prikgevaar is het 243e stripverhaal van Jommeke. De reeks wordt getekend door striptekenaar Jef Nys.

## Personages
In dit verhaal spelen de volgende personages mee:
- Jommeke, Flip, Filiberke, Professor Gobelijn, Jan Haring, Professor Schelvis

## Verhaal
Op een dag reizen Jommeke en zijn vrienden naar een eiland in de Indische Oceaan. In opdracht van Pier Schelvis, een beroemd viskundige, heeft professor Gobelijn een soort duikboot gebouwd, de diepzeespinnenkop genaamd. Dit uiterst wendbaar duikbootje kan gebruikt worden voor hun onderzoek in de diepzee. Ze moeten nagaan waarom de intelligente en vredelievende dolfijntjes plots zo agressief en brutaal geworden zijn. Na onderzoek ontdekken de vrienden dat de dolfijntjes geplaagd worden door een stoute zwarte prikvis. Een prik van zo'n vis tast de hersenen aan waardoor de dolfijntjes agressief en prikkelbaar worden. Er moet een tegengif gevonden worden. Ze zoeken naar de oplossing van het raadsel.
Na een tijd blijkt dat de prikvisjes van de super gevaarlijke zwarte zeeanemoon eten, waardoor ze het gif in zich krijgen, en dat zo via de prikvisjes bij de dolfijntjes belandt. Tot overmaat van  ramp worden Professor Gobelijn, Filiberke, Flip en Pier Schelvis ook geprikt door de zwarte gevaarlijke prikvis. Alles dreigt te gaan mislukken. Jommeke kan op een haar na aan een gevaarlijke prik ontsnappen. Hij moet nu als enige de zware opdracht op zich nemen en het tegengif maken. Via een plannetje komt Jommeke te weten wat het tegengif is: de witte anemoon. Eens Jommeke het tegengif heeft gemaakt, kan hij het aan zijn vrienden toedienen. Ook alle dolfijntjes worden gered. Ook worden alle gevaarlijke zwarte zeeanemoon vernietigd zodat het zwarte prikgevaar zeker niet kan terugkeren.